# 肌肉女孩
《肌肉女孩》（日语：マッスルガール!）是2011年日本每日放送（MBS）製作的深夜連續劇，於2011年4月19日至6月21日期間每逢星期二晚上24:30~24:58在TBS電視首播。此劇集由日本演員市川由衣和韓國樂隊FTIsland成員李洪基領銜主演，全劇共10集，編劇為村上桃子。

## 演員表
- 市川由衣 飾 白鳥梓
- 李洪基 飾 柳智浩
- 水上劍星 飾 鄉原光司
- 山本光 飾 須藤司
- 赤井沙希 飾 向日葵
- 亞耶雲尼莎 飾 魚沼舞
- 志田光 飾 星薰
- 小池藝子 飾 鹿杏子
- 桑野信義 飾 黑金信浩
- 黑田福美 飾 李賢佳

## 外部連結
- 每日放送的《肌肉女孩》官方網頁（日文） （页面存档备份，存于）